# Nguyễn Tạo (sinh năm 1963)
Nguyễn Tạo (sinh ngày 16 tháng 6 năm 1963) là một chính trị gia người Việt Nam. Ông hiện là đại biểu Quốc hội Việt Nam khóa 14 nhiệm kì 2016-2021, thuộc đoàn đại biểu Quốc hội tỉnh Lâm Đồng, Phó Trưởng Đoàn chuyên trách Đoàn đại biểu Quốc hội tỉnh Lâm Đồng, Ủy viên Ban Chấp hành Hội Luật gia tỉnh Lâm Đồng, Ủy viên Ban Chấp hành Trung ương Hội Hữu nghị Việt Nam - Campuchia, Ủy viên Ủy ban Pháp luật của Quốc hội. Ông đã trúng cử đại biểu Quốc hội năm 2016 ở đơn vị bầu cử số 1, tỉnh Lâm Đồng gồm có thành phố Đà Lạt và các huyện: Lạc Dương, Đơn Dương, Đức Trọng.

## Xuất thân
Nguyễn Tạo quê quán ở xã Vinh Thái, huyện Phú Vang, Thừa Thiên Huế.

## Giáo dục
- Giáo dục phổ thông: 12/12
- Đại học Luật chuyên ngành Luật Kinh tế
- Đại học Chính trị chuyên ngành Xây dựng Đảng và Chính quyền
- Cao cấp lí luận chính trị

## Sự nghiệp
Ông gia nhập Đảng Cộng sản Việt Nam vào ngày 30/4/1993.
Khi ứng cử đại biểu Quốc hội Việt Nam khóa 14 vào tháng 5 năm 2016 ông đang là Tỉnh ủy viên, Bí thư Đảng ủy, Giám đốc Sở Tư pháp tỉnh Lâm Đồng, Ủy viên Ban chấp hành Trung ương Hội hữu nghị Việt NamCampuchia, Ủy viên Ban chấp hành Hội Luật gia, Phó chủ tịch Liên đoàn bóng đá tỉnh Lâm Đồng, làm việc ở Sở Tư pháp tỉnh Lâm Đồng, có bằng cao cấp lí luận chính trị.
Ông đã trúng cử đại biểu Quốc hội năm 2016 ở đơn vị bầu cử số 1, tỉnh Lâm Đồng gồm có thành phố Đà Lạt và các huyện: Lạc Dương, Đơn Dương, Đức Trọng, được 303.957 phiếu, đạt tỷ lệ 81,01% số phiếu hợp lệ.
Ông hiện là Tỉnh ủy viên, Phó Trưởng Đoàn chuyên trách Đoàn đại biểu Quốc hội tỉnh Lâm Đồng, Ủy viên Ban Chấp hành Hội Luật gia tỉnh Lâm Đồng, Ủy viên Ban Chấp hành Trung ương Hội Hữu nghị Việt Nam - Campuchia, Ủy viên Ủy ban Pháp luật của Quốc hội.
Ông đang làm việc ở Đoàn đại biểu Quốc hội tỉnh Lâm Đồng.